# Challenge international du Nord 1898-1899
Navigation
1898 1900
Le Challenge international du Nord 1898-1899 est la deuxième édition du Challenge international du Nord.
Pour cette édition, le Sporting Club tourquennois, organisateur de l'épreuve, invite les différentes sociétés à faire parvenir leur inscription jusqu'au 15 octobre 1898.
À l'issue, huit clubs se portent candidats : cinq français, le Club français, l'Iris Club lillois, le Sport audomarois, l'Union sportive de Calais et l'Union sportive tourquennoise, ainsi que trois belges, à savoir le tenant du titre, le Léopold Club de Bruxelles, le Football Club brugeois et l'Athletic and Running Club de Bruxelles. On note l'absence du Racing Club roubaisien, finaliste de la première édition.
Le Léopold Club de Bruxelles conserve son titre.

## Compétition

### Matchs éliminatoires
Le premier tour a lieu du 20 novembre 1898 au 22 janvier 1899. 
| Match 1                   | Léopold Club de Bruxelles                                                                                                  | 3 – 1   | Club français                                                                                     |                                   |                                   |
| Dimanche 20 novembre 1898 | | (2 – 0) |                                                                                                   | Tourcoing Arbitrage : M. Willaume | Tourcoing Arbitrage : M. Willaume |
| Dimanche 20 novembre 1898 | , |         |                                                                                                   | Tourcoing Arbitrage : M. Willaume | Tourcoing Arbitrage : M. Willaume |
| Dimanche 20 novembre 1898 | Robyns van Schneidaner - Convert, Fauquel - Vanderstraeten, Pelgrims, Demors - Thornton , Pope, Fiévet, Dessain, de Borman | Équipes | Huteau - S. Wood, Hiller - Bernat, Lambert, Macaire - Smith, J. Wood, Garnier, Grandjean, Fraysse | Tourcoing Arbitrage : M. Willaume | Tourcoing Arbitrage : M. Willaume |

| Match 2                   | FC brugeois | 1 – 0   | Iris Club lillois                                                                                                |                               |                               |
| Dimanche 11 décembre 1898 | |         | | Tourcoing Arbitrage : M. Wood | Tourcoing Arbitrage : M. Wood |
| Dimanche 11 décembre 1898 | , |         | | Tourcoing Arbitrage : M. Wood | Tourcoing Arbitrage : M. Wood |
| Dimanche 11 décembre 1898 | Denesch - Vanneste, Herreboudt - Greenhill, Van Hardenberg, Grimshaw - Vanhecke, Deceuninck, Gill, James, Decock | Équipes | G. Favier - Wattine, A. Favier - H. Heyes, Bromwell, Maquet - F. Heyes, Veilletet, Fowler, Brownlow, Ch.Willaume | Tourcoing Arbitrage : M. Wood | Tourcoing Arbitrage : M. Wood |

| Match 3                       | ARC Bruxelles | 10 – 1  | Sport audomarois                                                                                         |                                           |                                           |
| Dimanche 8 janvier 1899 14h30 | | (5 – 1) | | Tourcoing Arbitrage : M. Maurice Willaume | Tourcoing Arbitrage : M. Maurice Willaume |
| Dimanche 8 janvier 1899 14h30 | , |         | | Tourcoing Arbitrage : M. Maurice Willaume | Tourcoing Arbitrage : M. Maurice Willaume |
| Dimanche 8 janvier 1899 14h30 | Walterfay - Mathieu, T. Moyaerts - G. Lichtenstein, A. Moyaerts, P .Lacroix - E. Gillon, E. Prevenaire, Kahn , Et .Kint de Roovenbeck, Poelmans | Équipes | G. Belle - E. Belle, Chardon - Porgnet, Booden, Thumerel - Woodrof, Dugonet, Savagnor, Roland, Dereuddre | Tourcoing Arbitrage : M. Maurice Willaume | Tourcoing Arbitrage : M. Maurice Willaume |

### Demi-finales
À l'issue, les quatre clubs qualifiés s'affrontent lors des demi-finales. Le FC brugeois rencontre l'Athletic & Running Club de Bruxelles, tandis que le dernier club français en compétition, l'US tourquennoise, se voit opposée au Léopold Club de Bruxelles.
| Demi-finale 1            | FC brugeois | 3 – 1   | ARC Bruxelles |                                   |                                   |
| Dimanche 19 février 1899 | |         | | Tourcoing Arbitrage : M. Pelgrims | Tourcoing Arbitrage : M. Pelgrims |
| Dimanche 19 février 1899 | , |         | | Tourcoing Arbitrage : M. Pelgrims | Tourcoing Arbitrage : M. Pelgrims |
| Dimanche 19 février 1899 | Denesch - Herreboudt, Vanneste - Van Hardenberg, Vanecke, Greenhill - Deceuninck, Decock, Grimshaw , Vandenrieck, James | Équipes | Kahn - Mathieu, E. Moyaerts - Lacroix, A. Moyaerts, Lichtenstein - Poelmans, Fresco, G. Previnaire, E. Previnaire, Gillon | Tourcoing Arbitrage : M. Pelgrims | Tourcoing Arbitrage : M. Pelgrims |

| Demi-finale 2        | Léopold Club de Bruxelles | 9 – 0   | US tourquennoise                                                                                           |                                   |                                   |
| Dimanche 5 mars 1899 | |         | | Tourcoing Arbitrage : M. Willaume | Tourcoing Arbitrage : M. Willaume |
| Dimanche 5 mars 1899 | , |         | | Tourcoing Arbitrage : M. Willaume | Tourcoing Arbitrage : M. Willaume |
| Dimanche 5 mars 1899 | Robyns van Schneidaner - Fauquel, Convert - Tahon, Pelgrims, de Mora - Thornton, de Borman, Dessain , Durkin, Vanderstraeten | Équipes | Vanlaethen - Tarel, Derousseaux - Heinrick, Stien, Duthoit - Malfait, Florin, J. Duthoit, Bonte, Fromentin | Tourcoing Arbitrage : M. Willaume | Tourcoing Arbitrage : M. Willaume |

### Finale
À la suite de sa large victoire lors des demi-finales, le tenant du titre, le Léopold Club de Bruxelles, se voit opposé au FC brugeois en finale de cette seconde édition du Challenge international du Nord
Cette rencontre se dispute sur le terrain du Sporting Club tourquennois, rendu glissant par la pluie matinale. Le Léopold Club marque deux buts contre un seul pour Bruges lors de la première mi-temps. Dans la seconde, les Bruxellois multiplient les occasions et parviennent à inscrire deux nouveaux buts. Ils sont déclarés vainqueurs pour la deuxième année consécutive du Challenge. À l'issue du match, monsieur Calot, trésorier de l'USFSA, prononce un discours et remet les prix aux vainqueurs.
| Finale                      | Léopold Club de Bruxelles                                                                                           | 4 – 1   | FC brugeois | Tourcoing                                        |                                                  |
| Dimanche 26 mars 1899 15h00 | | (2 – 1) | | Spectateurs : environ 1 500 Arbitrage : M. Konig | Spectateurs : environ 1 500 Arbitrage : M. Konig |
| Dimanche 26 mars 1899 15h00 | , |         | | Spectateurs : environ 1 500 Arbitrage : M. Konig | Spectateurs : environ 1 500 Arbitrage : M. Konig |
| Dimanche 26 mars 1899 15h00 | Robyns van Schneidaner - Fauquel, Convert - Tahon, de Mora, Brenes - de Borman, Durkin, Dessain , Thornton, Monceau | Équipes | Denesch - Herreboudt, Vanneste - Van Hardenberg, Greenhill, Deceuninck - Decock, Grimshaw , Claeys, Vanecke, James | Spectateurs : environ 1 500 Arbitrage : M. Konig | Spectateurs : environ 1 500 Arbitrage : M. Konig |